# Base de submarinos de Lorient
La base de submarinos de Lorient, también conocida como base de submarinos de Keroman, es un complejo de búnkeres construidos por la marina alemana durante la Segunda Guerra Mundial en Lorient (Francia). Ocupa el extremo de la península de Keroman, con acceso directo al estuario de Lorient y al océano Atlántico.

## Historia
Construida entre 1941 y 1944 durante la ocupación alemana de Francia, fue destinada a albergar la 2ª y 10.ª flotilla de U-boot de la Kriegsmarine y formó parte del llamado Muro del Atlántico. Su importancia fue la causa de la destrucción de la ciudad de Lorient por los bombardeos de la aviación británica y estadounidense de enero y febrero de 1943, y de la resistencia alemana en la llamada bolsa de Lorient hasta el 10 de mayo de 1945.
Tras la Segunda Guerra Mundial la marina francesa ocupó a su vez la base, que estuvo en activo hasta 1997. Desde entonces el lugar se ha convertido en un polo náutico especializado en la navegación deportiva y de ocio (Ciudad de la Vela Éric Tabarly), si bien una serie de museos recuerdan el pasado militar de la base de submarinos de Lorient y permiten la visita de uno de los búnkeres y del submarino de clase Daphné "Flore".

## Instalaciones
El centro de la base de submarinos lo constituyen tres enormes búnkeres, Keroman I, II y III, que podían proteger cada uno entre cinco y siete U-boot bajo sus techos de hormigón de una decena de metros de espesor a prueba de bombardeos. Existe un cuarto búnker, Keroman IV, que nunca llegó a terminarse, debido a los continuos bombardeos aliados que cortaron la línea de suministros necesarios para su construcción. La parte subterránea de todos los búnkeres, estaba conectada con el exterior, mediante un complejo sistema de túneles, responsables del suministro de provisiones, combustible, armamento y piezas necesarias para el mantenimiento de los U-Boot. El tiempo de construcción para cada búnker era de 7 meses aproximadamente.
Además existen dos "dom-búnkeres" en el puerto de pesca de Keroman y un búnker situado en Lanester. Para proteger la base desde el mar se realizaron importantes fortificaciones en otros puntos cercanos como Port-Louis, Gâvres o la isla de Groix.

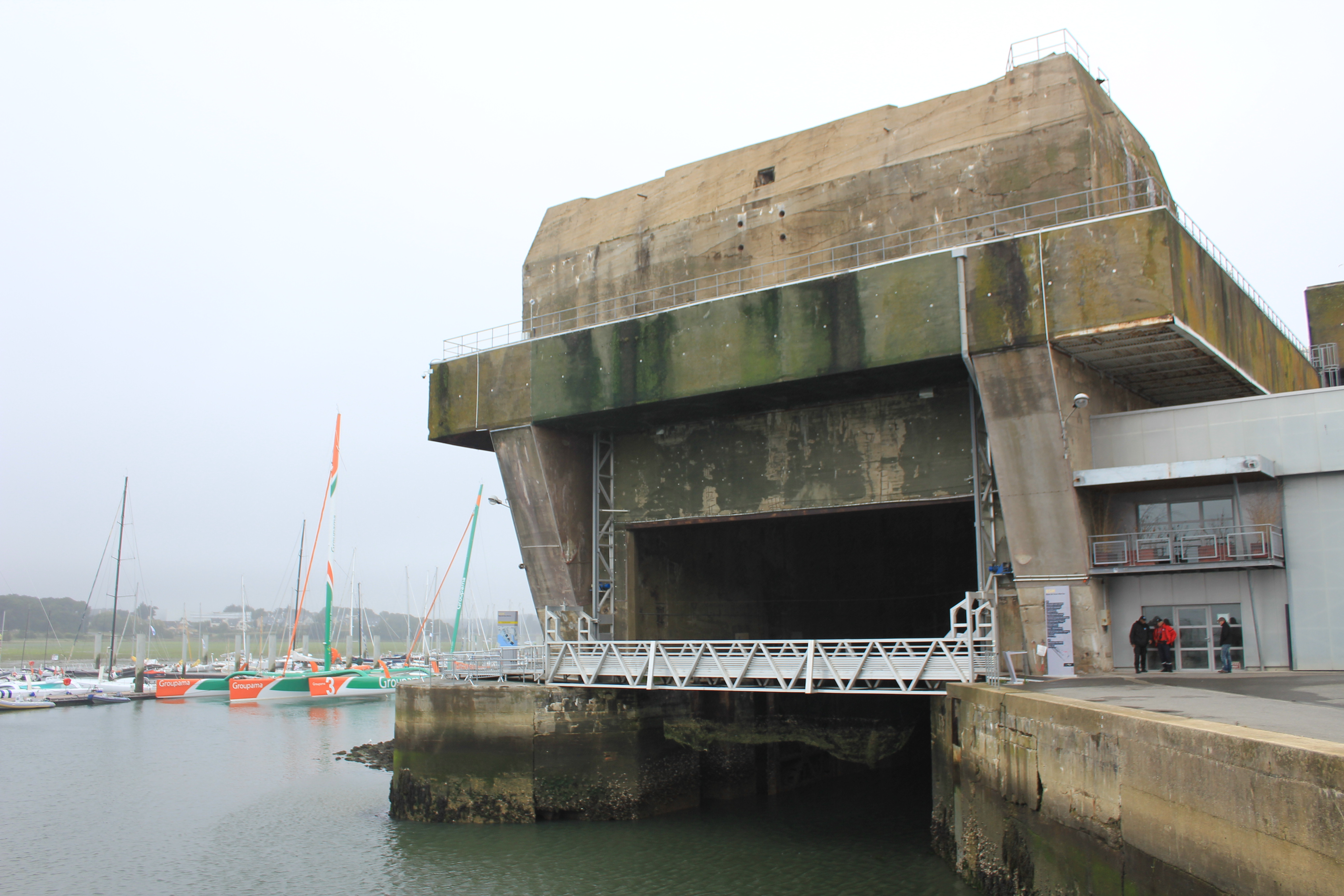
Keroman I: entrada al slipway[2] y emplazamiento de defensa antiaérea.
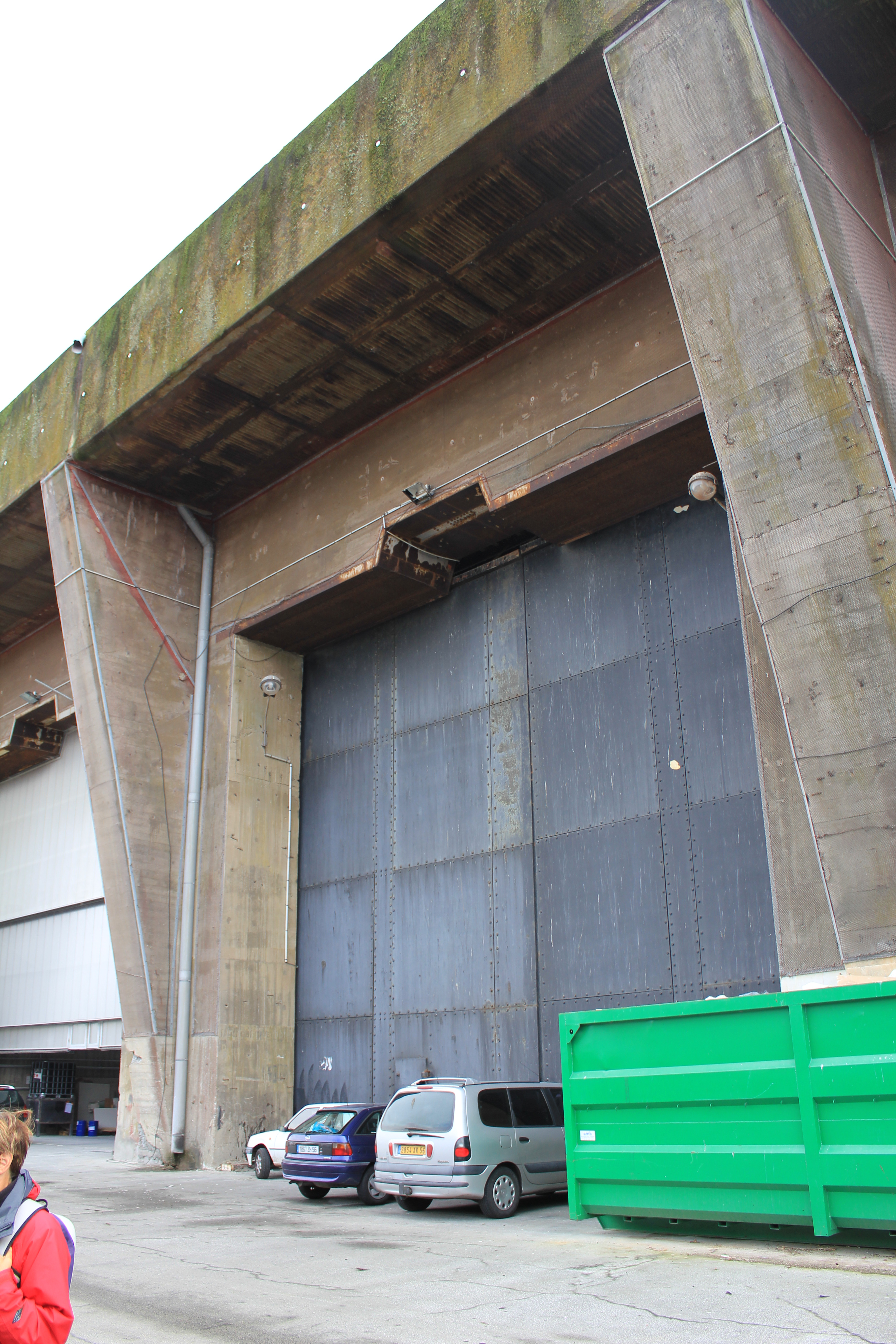
Keroman I: puerta blindada del slipway.
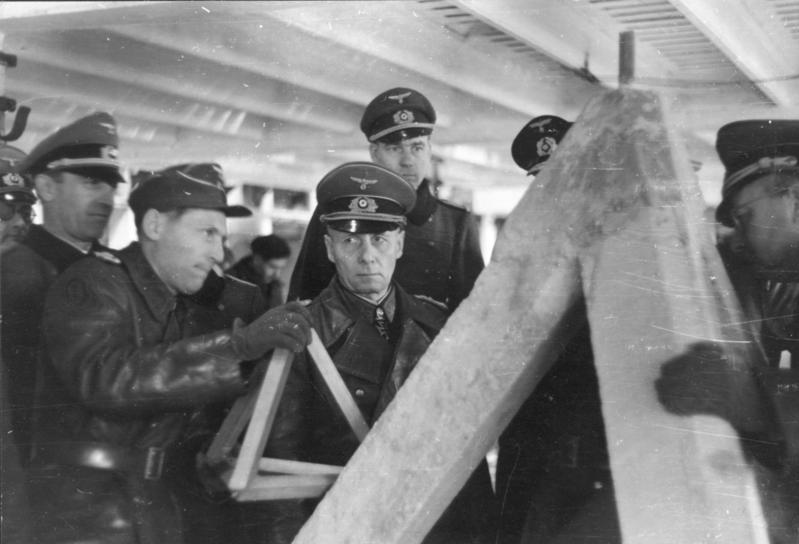
Rommel durante su visita a las instalaciones del Muro del Atlántico en febrero de 1944.
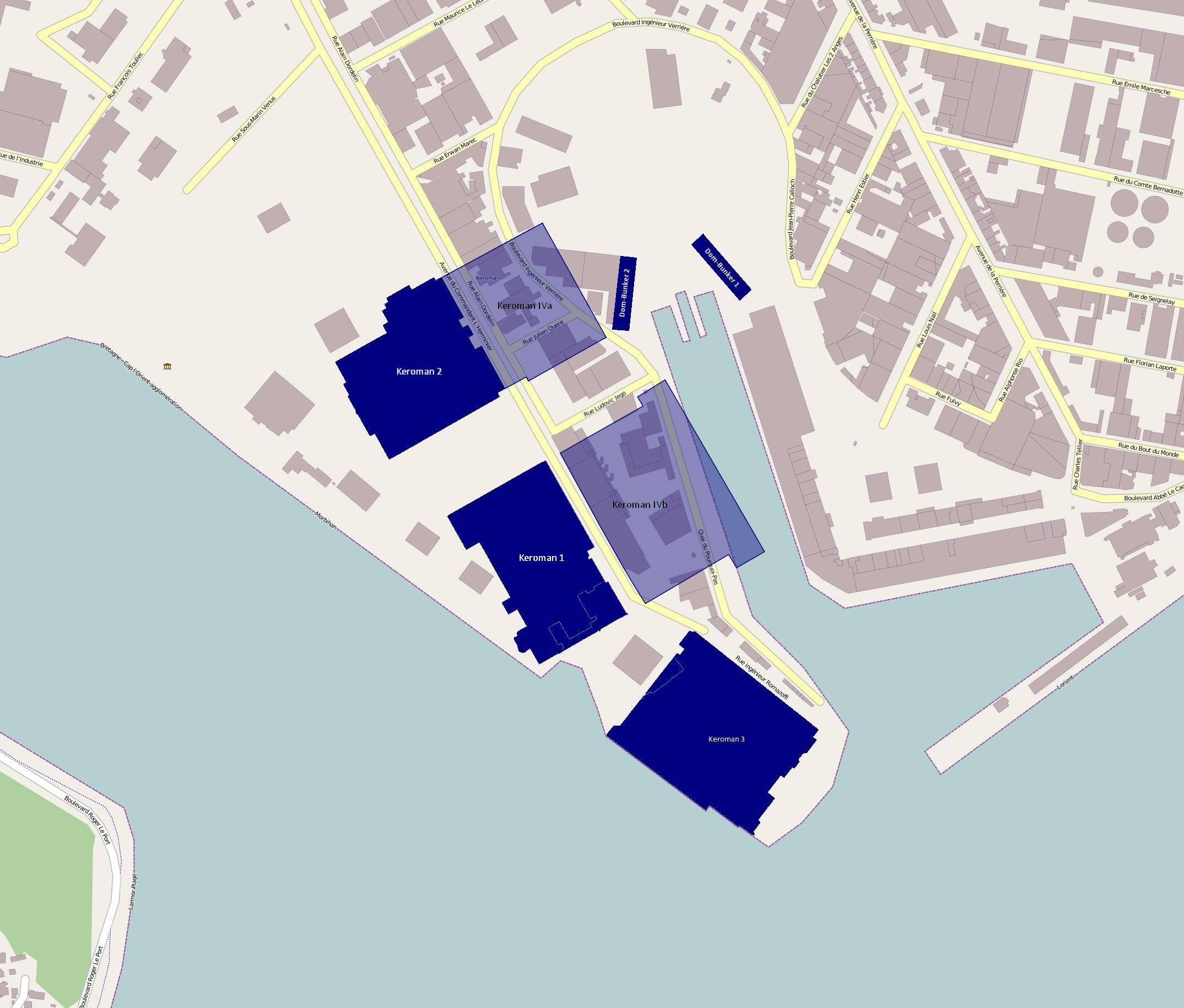
Plano con la situación de los búnkeres Keroman I, II y III, del proyecto Keroman IV así como de los dos "dom-búnkeres".